# Franca Kastein
Franca Kastein Ferreira Alves (* 1969 in Mosambik; † 13. August 2000 in Berlin) war eine deutsche Schauspielerin.

## Leben
Kastein wuchs in Bremen auf. Sie studierte Schauspiel an der Otto-Falckenberg-Schule in München. Anschließend spielte sie ab 1993 Theater in Freiburg im Breisgau. 1996 wurde sie von dem Theaterregisseur Günter Gerstner ans Maxim-Gorki-Theater geholt, um dort die Hauptrolle der Luise in Friedrich Schillers Theaterstück Kabale und Liebe zu spielen. Nach dem großen Erfolg spielte sie erneut eine Hauptrolle. Dieses Mal die Marie in dem von Johann Wolfgang Goethe geschriebenen Theaterstück Clavigo. Nach der Titelrolle in "Lulu" (Premiere im April 1998) beendete sie ihr Theaterengagement und versuchte, beim Film Fuß zu fassen. Sie spielte in Urs Odermatts 1998 ausgestrahlten Tatort: Ein Hauch von Hollywood noch eine kleine Nebenrolle als Zimmermädchen und wurde bereits in ihrem nächsten Filmengagement von Volker Schlöndorff für eine Rolle in dessen Drama Die Stille nach dem Schuss besetzt. "Lost Killers", in der sie eine der Hauptrollen spielte, kam erst postum in die Kinos.
Am 13. August 2000 verstarb Kastein im Alter von 31 Jahren durch Suizid. Sie sprang aus ihrer Wohnung im vierten Stock im zweiten Hinterhof des Hauses Schwarzenberg in der Rosenthaler Straße in Berlin-Mitte in die Tiefe und erlag ihren Verletzungen.

## Filmografie (Auswahl)
- 1998: Tatort – Ein Hauch von Hollywood
- 2000: Die Stille nach dem Schuss
- 2000: Lost Killers